# نقطة تفتيش حدودية

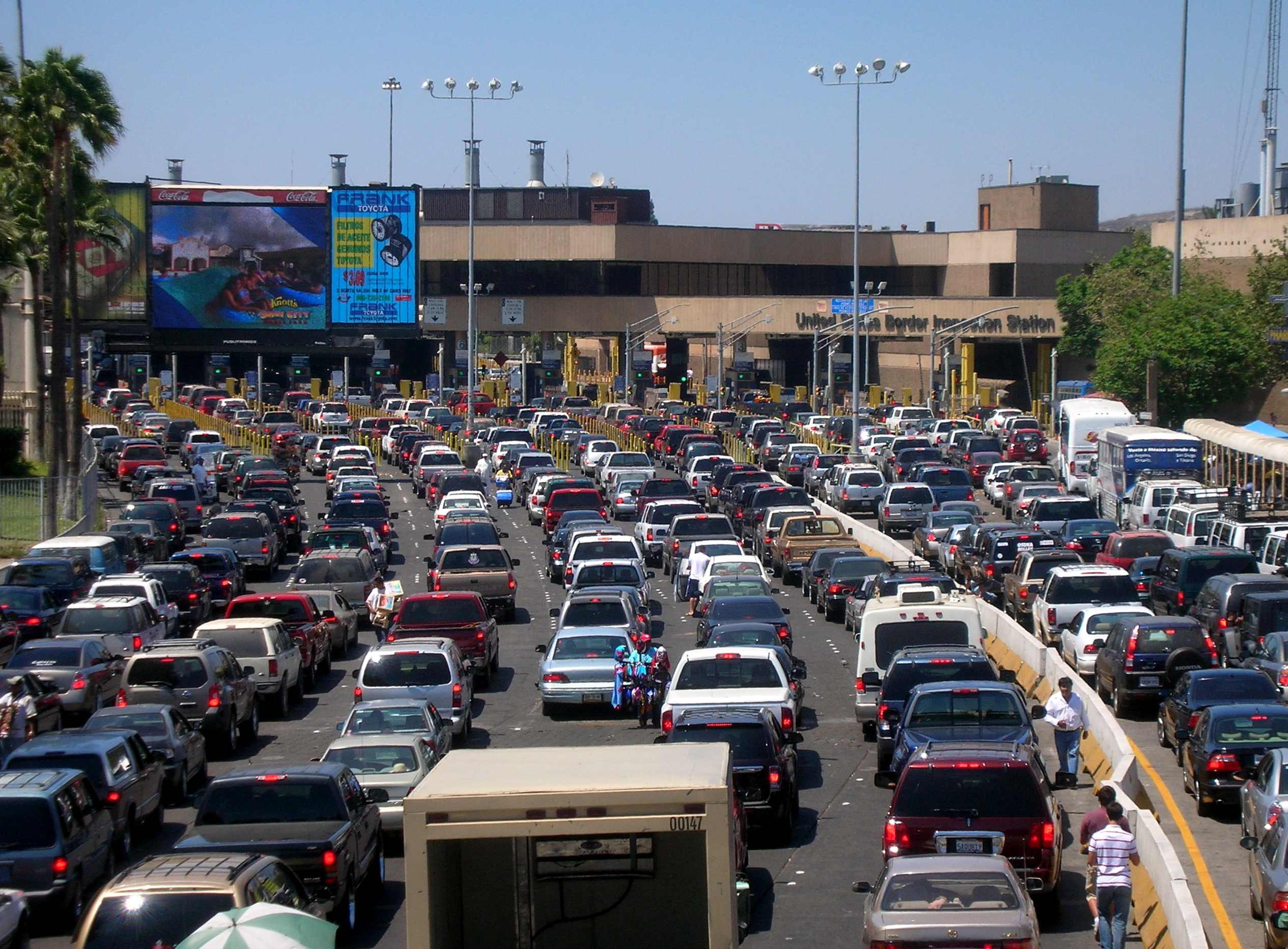

نقطة تفتيش حدودية أو معبر حدودي هو مكان ، يكون بشكل عام على الحدود بين الدول، حيث يتم تفتيش المسافرين والبضائع المارة بين الدول على الحدود. وهو نقطة عبور للمشاة أو البضائع أو المركبات وغالباً يقع عند حدود الدول البرّية وتديره الدولتان الذي يوصلهما المعبر. لهذا تختلف إجراءات إدارة المعبر فقد يتمّ به التفتيش لمنع دخول المخدرات أو الأسلحة مثلاً، أو إثبات الشخصية أو الجنسية من خلال إظهار بطاقة إثبات الشخصية أو جواز السفر. وفي المقابل قد يكون العبور بسيط لدرجة أن الحدود تختفي في بعض الأحيان كما هو حال الكثير من معابر سويسرا ومنطقة الشنغن.

## معابر ونقاط تفتيش حدودية
- معبر رفح الواصل بين شطري مدينة رفح (سيناء وفلسطين)، ومعبر طابا بجنوب سيناء.
- معبرا (بن قردان-راس جدير) و(الذهيبة-وازن) الواصلان بين ليبيا وتونس.
- معبر الحديثة الواصل بين الأردن والسعودية.
- جسر الملك فهد الذي يربط السعودية بالبحرين.
- معبر واهكه القريب من لاهور والرابط بين باكستان والهند.
- معبر تيهوانا-سان دييغو بين المكسيك والولايات المتحدة.

## مقالات متعلّقة
- ميناء بحري
- مطار (ميناء جوّي)